# 白碌乡
白碌乡，是中华人民共和国甘肃省定西市安定区下辖的一个乡镇级行政单位。

## 行政区划
白碌乡下辖以下地区：
录丰村、铧尖村、拽碾村、前进村、田家岔村、中山村和复兴村。